# SiP

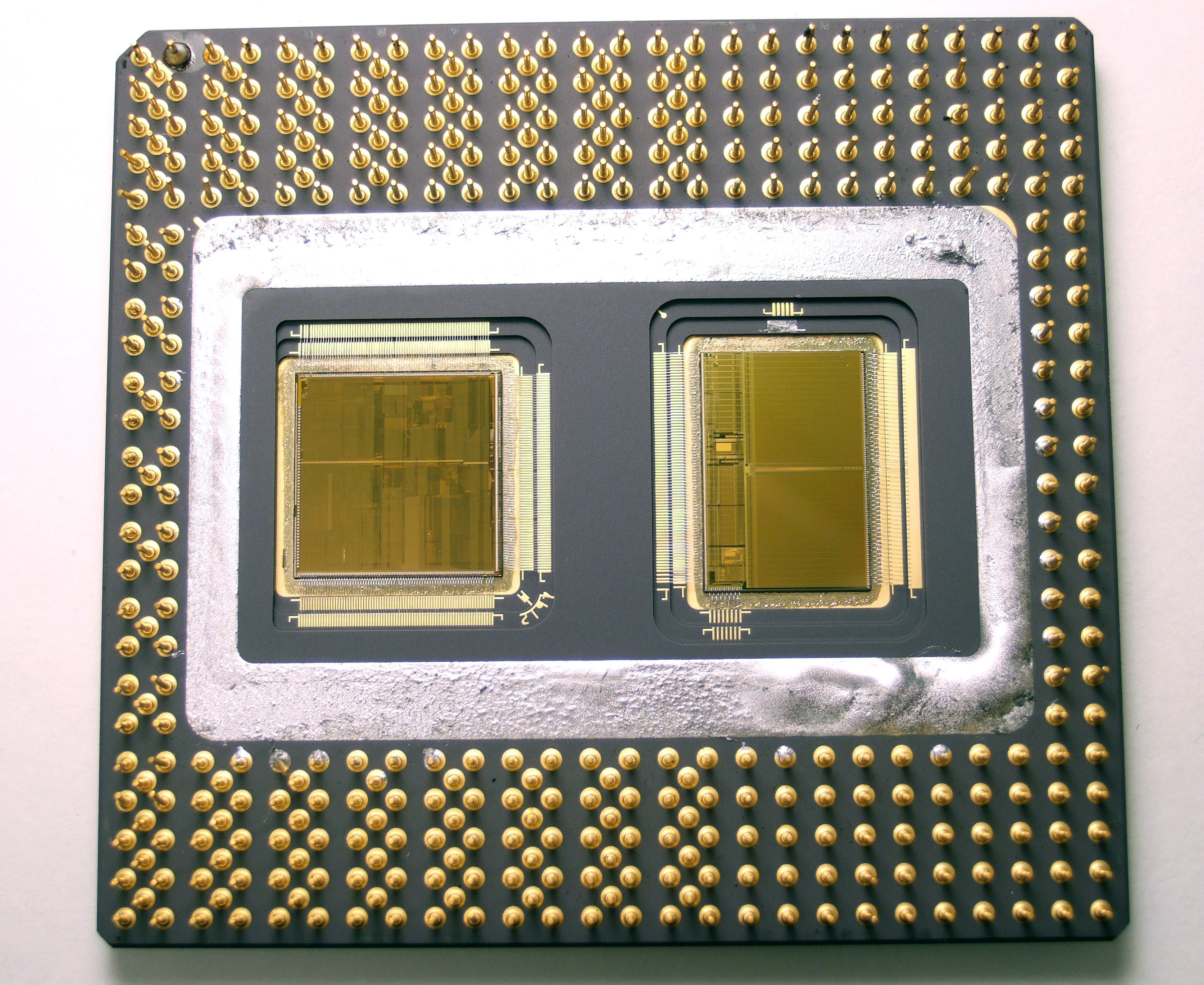
Pentium Proは、二枚のチップを横に並べて配置するSiP構造を採用している。左側は演算プロセッサ本体、右側は二次キャッシュメモリとなる。

SiP（英語: system in a package）は、複数のLSIチップを1つのパッケージ内に封止した半導体および製品のことである。対語はSOC（System-on-a-chip）。

## 概要
従来の集積回路は、1つの半導体チップ上に必要とされる全ての機能（システム）を集積することを目標に微細加工化が進められてきた。この半導体チップをSystem-on-a-chip（SoC）という。SoCの欠点は、拡散プロセスが大幅に異なる機能を組み合わせる必要がある場合、例えばCPUと大容量メモリ、高耐圧電源ICと低電圧CPU、などをワンチップ化するには、拡散プロセスが非常に複雑化し、製造工期が長期化しやすく高い製造歩留りを期待することが難しくなることである。
これを改善する方法としてSiPが生まれた。SiPでは、大幅に拡散プロセスが異なる機能は、それぞれ個別に最適化した拡散プロセスで製造する。パッケージ上でそれぞれのチップを適切に配線することにより、より高度な機能を持った集積回路を、より安定した生産プロセスで製造することができる。
また、従来2パッケージに分かれていたチップを1パッケージに封止する事により、実装面積を小さくすることが出来る為、携帯電話などの小型化を促進する目的にも利用されている。
SoCにも消費電力を抑えられる、極端な広帯域メモリを統合可能、チップ間の配線を別に行う必要がないなどのメリットがあり、SiPと組み合わせて用いられている。